# Sillago bassensis
Sillago bassensis là một loài cá thuộc chi Sillago, họ Cá đục. Đây là loài phân bố phổ biến ở ven biển của họ cá đục và sinh sống ở phía nam và phía tây bờ biển của Australia. Phạm vi phân phối của nó chồng lên một số loài cùng họ phổ biến khác. Chúng sinh sống ở cả vùng biển ven bờ cát nông, cũng như vùng biển ngoài khơi sâu hơn, với một quá trình chuyển đổi của môi trường sống xảy ra với độ tuổi của chúng ngày càng cao. Chúng là một loài cá ăn thịt, ăn nhiều loại động vật giáp xác, giun nhiều tơ và hai mảnh vỏ. Chúng đạt đến độ tuổi trưởng thành lúc ba tuổi, và đẻ nhiều lần từ tháng 12 và tháng 4. Loài cá này thường được ngư dân đánh bắt thương mại và giải trí.